# Linda Haglund

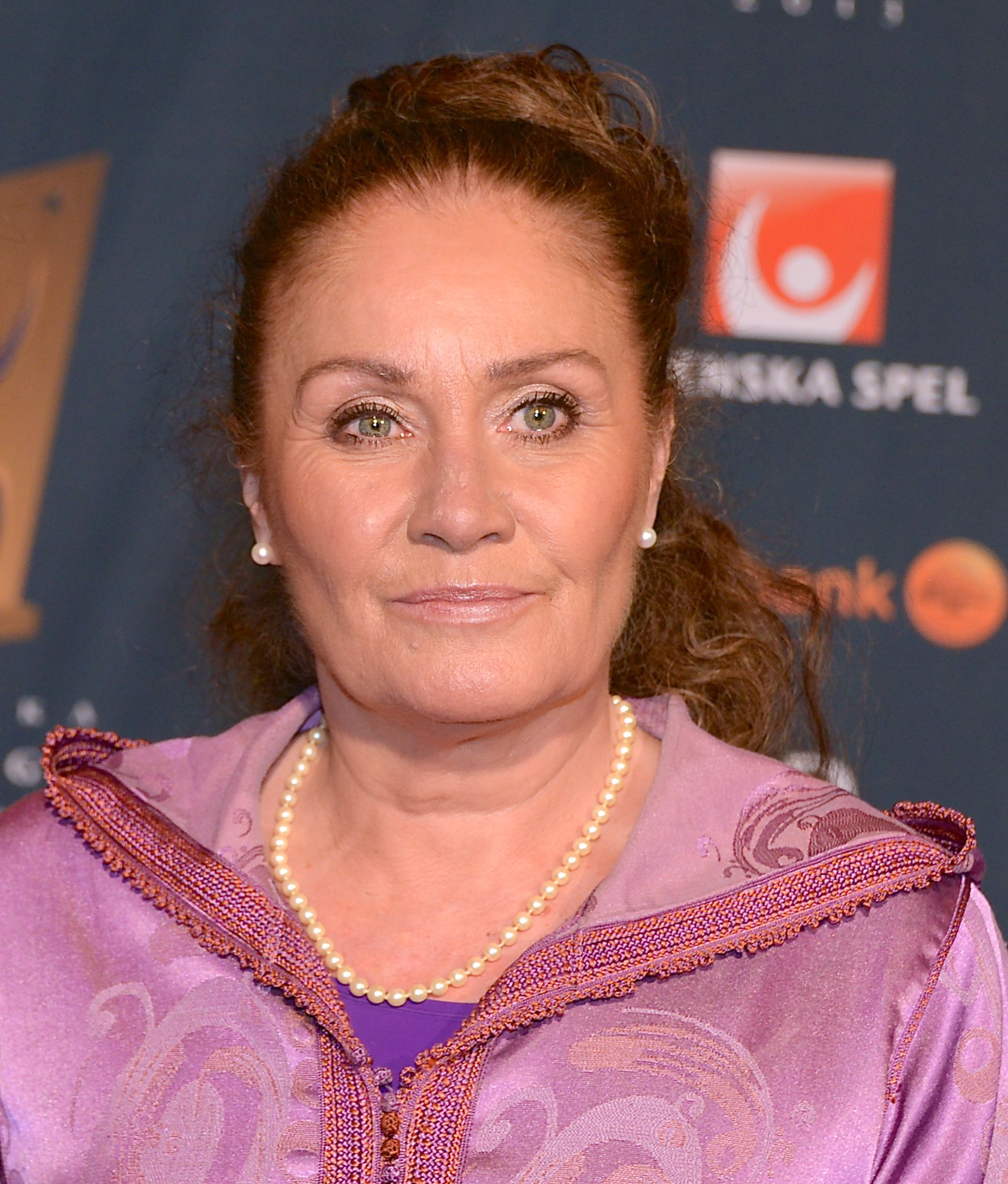
Linda Haglund (2013)

Linda Haglund (* 15. Juni 1956 in Enskede, Stockholm; † 21. November 2015) war eine schwedische Leichtathletin.
Bei den Olympischen Spielen 1972 in München schied sie über 100 Meter und in der 4-mal-100-Meter-Staffel im Vorlauf aus.
1974 wurde sie bei den Halleneuropameisterschaften in Göteborg Sechste über 60 Meter. 1976 gewann sie über dieselbe Distanz Gold bei den Halleneuropameisterschaften in München und erreichte bei den Olympischen Spielen in Montreal über 100 Meter das Halbfinale.
1978 folgte auf eine Silbermedaille bei den Halleneuropameisterschaften in Mailand über 60 Meter eine weitere über 100 Meter bei den Europameisterschaften in Prag sowie ein siebter Platz über 200 Meter. Im gleichen Jahr wurde sie in Schweden zur Sportlerin des Jahres gewählt. 1979 wurde sie Fünfte über 60 Meter bei den Halleneuropameisterschaften in Wien und gewann beim Weltcup in Montreal Gold mit der europäischen 4-mal-100-Meter-Staffel. 1980 holte sie bei den Halleneuropameisterschaften in Sindelfingen erneut Silber über 60 Meter.
Bei den Olympischen Spielen in Moskau wurde sie Vierte über 100 Meter und erreichte über 200 Meter das Halbfinale. In der 4-mal-100-Meter-Staffel erreichte die schwedische Mannschaft nicht das Ziel. 1981 in Grenoble gewann sie mit Silber über 50 Meter ihre vierte Medaille bei den Halleneuropameisterschaften.
Im Sommer 1981 wurde sie bei einer Dopingkontrolle positiv auf anabole Steroide getestet. Sie beteuerte ihre Unschuld und gab an, sie habe lediglich zwei Pillen genommen, die ihr Trainer Pertti Helin ihr als „Vitamintabletten“ verabreicht habe. Helin bestätigte diese Version und behauptete, er habe die Präparate verwechselt. Der schwedische Leichtathletikverband sprach Haglund zwar frei, die IAAF jedoch verhängte wegen Dopings eine Sperre von 18 Monaten.
Siebenmal wurde sie schwedische Meisterin über 100 Meter (1974–1979, 1981) und fünfmal über 200 Meter (1975–1979). In der Halle holte sie siebenmal den nationalen Titel über 60 Meter (1972, 1974, 1976, 1978, 1979, 1981, 1984).
1993 heiratete Linda Haglund den von ihr trainierten US-amerikanischen Sprinter Houston McTear; McTear starb nur drei Wochen vor ihr, Anfang November 2015.
2009 trat sie in der schwedischen Version von Strictly Come Dancing auf.
Linda Haglund starb im Alter von 59 Jahren an einer Krebserkrankung.

## Persönliche Bestzeiten
- 50 m (Halle): 6,17 s, 22. Februar 1981, Grenoble
- 60 m (Halle): 7,13 s, 12. März 1978, Mailand
- 100 m: 11,16 s, 26. Juli 1980, Moskau
- 200 m: 22,82 s, 1. Juli 1979, Sittard